# 큐팁
큐팁(Q-Tip, 1970년 4월 10일 ~ )은 미국의 래퍼, 음악 프로듀서, DJ, 배우이다. 힙합 그룹 어 트라이브 콜드 퀘스트의 멤버이다.

## 생애
그는 뉴욕 할렘에서 태어났다. 그는 맨하튼에서 고등학교를 다녔고, 주로 뉴욕에서 음악활동을 했다. 현재 뉴저지에 거주하고 있다.

### 경력
그는 재즈, 소울, 힙합, 알엔비 등 다양한 음악 장르를 한다. 또한 이 장르들을 자신만의 색깔을 입혀 작곡하고, 많은 리스너들에게 인정 받았다. 휘트니 휴스턴, 머라이어 캐리, 나스, 맙딥, 카니예 웨스트, 버스타 라임즈, 커먼, 라파엘 세티크, 렉원, 릴 웨인 등과 작업했다.

## 앨범
1999: Amplified
2008: The Renaissance
2009: Kamaal/The Abstract

## 영화
1993: Poetic Justice
2000: Disappearing Acts
2001: Prison Song
2002: Brown Sugar
2004: She Hate Me
2008: Cadillac Records